# Makalös
För fartyget Makalös, se Mars (skepp).
Makalös, senare Arsenalen, var det gängse namnet på De la Gardieska palatset i den då nya stadsdelen Norrmalm norr om Norrström och söder om Kungsträdgården i Stockholm, vid platsen för nuvarande Karl XII:s torg. Palatset uppfördes 1635–1643. Palatset Makalös var Sveriges mest omtalade palats samt ett av Nordens rikast utsmyckade privatpalats.
Sedan Karl XI genom reduktionen 1680 indragit hela tomten till kronan, uppläts palatset till arsenal och kallades därefter Arsenalen. Byggnaden inreddes 1793 till lokal för Arsenalsteatern. Huset brann ned till grunden 1825.
På 1740-talet kallades gatan vid Makalös för Arsenalsgatan eller Södra Trädgårdsgatan efter läget vid Kungsträdgården. Från 1807 hette gatan Arsenals Gatan och sitt nuvarande namn, Arsenalsgatan, fick den 1857.

## Byggnaden

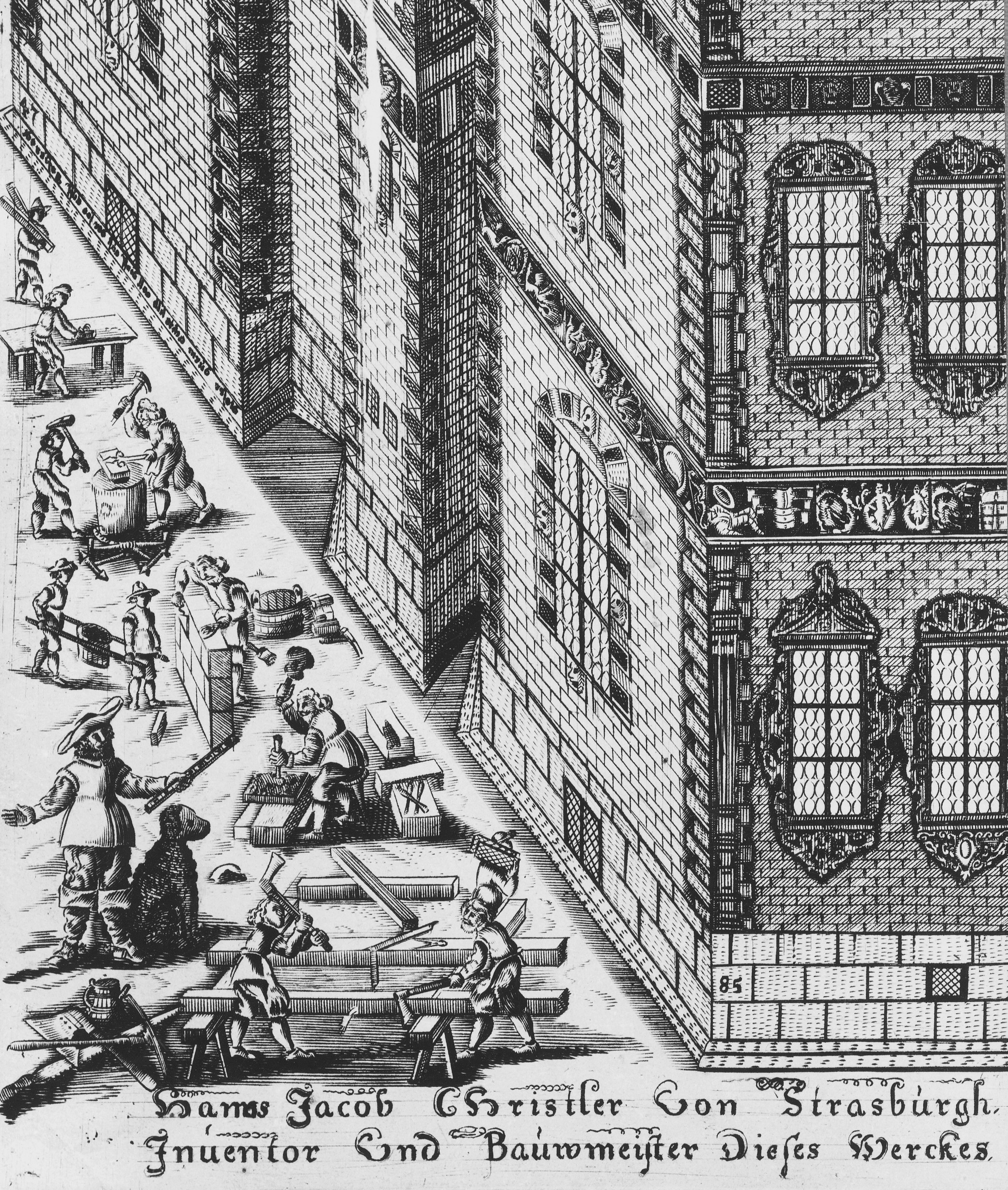
Byggmästare Hans Jacob Kristler under arbete vid Palats Makalös, 1640-tal.

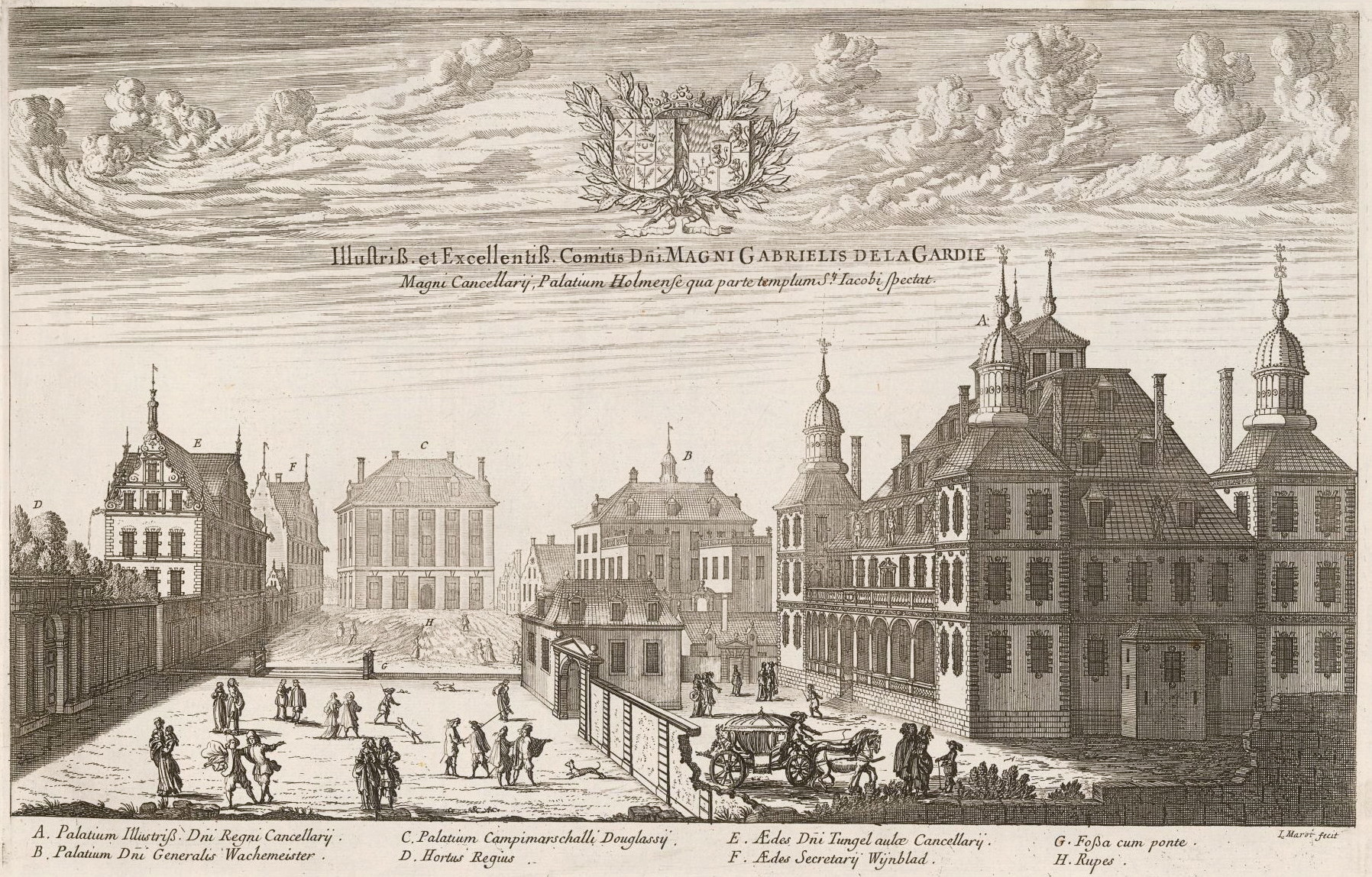
Makalös från Jakobs kyrka, ur Suecia antiqua et hodierna.

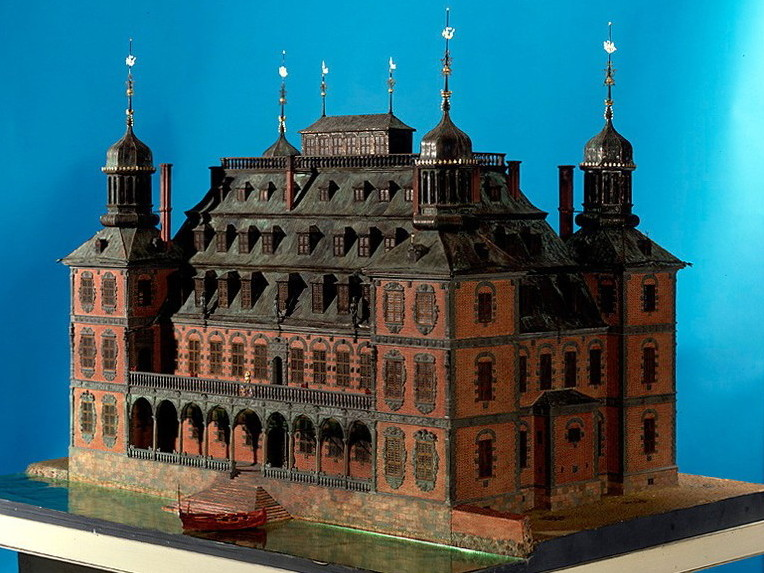
Modell av "Makalös" på Stadsmuseet i Stockholm, byggd 1939 av Harald Åkerlund.

Palatset började byggas på 1630-talet vid dagens Karl XII:s torg på östra delen av den gamla kungliga stalltomten, som möjligen hade överlämnats av Gustav II Adolf till riksmarsken Jakob Pontusson De la Gardie. Norrströms strandlinje gick vid den tiden högre upp mot norr och den nya byggnaden placerades med sin södra fasad alldeles intill vattnet. Byggnadens huvudfasader orienterades mot Kungsträdgården i norr och mot Norrström i söder. Det var första gången i Stockholm som läget vid vattnet utnyttjades estetiskt i stadsbilden.
År 1630 kontaktade De la Gardie arkitekten och byggmästaren Hans Jacob Kristler från Strassburg eller Thorn. Kristler stod för utformandet av hela bygget, allt från dess komposition till plan och detaljutsmyckning.  Denne ansvarade även för ombyggnaden av Tyska kyrkan och utformandet av Jacobsdal. Palatset uppfördes 1635 till 1642 och vilade på 18 000 träpålar. Det var fem våningar högt med ett lusthus längst upp. Det var byggt i tegel och sten och hade ett koppartak med fyra torn och en trappa ned mot vattnet. Portalerna pryddes av kanoner huggna i sten. Byggnaden var översvallande rikt försedd med dekorativ stenhuggarkonst, skulpturer, fönsterinramningar, kartuscher och maskaroner. Vid bygget deltog flertalet av de kända mästarna och deras gesäller med sin yrkesskicklighet. 
Både insidan och utsidan utsmyckades av ett stort antal konstnärer och hantverkare av tidens absoluta elit, de kom mestadels från Tyskland. Palatset var 47 meter långt och 28 meter brett. Det bestod av källare samt två våningar, tre vindsetage och ett litet lusthus med altan på taket. Det sägs att det vilar på artontusen pålar. Invändigt fanns stuckarbeten, plafondmålningar, gobelänger, stenarbeten som öppna spisar samt mängder av porträtt av samtida kungar, furstar men även fältherrens motståndare från krigsskådeplatserna i norra Europa. Med sina många burspråk, de framträdande hörntornen och sina kolonnburna loggior bröt palatset på ett anmärkningsvärt sätt mot den påvra omgivningen. En del av utsmyckningen går igen i det konstnärliga programmet i Kungsträdgårdens tunnelbanestation.
Arkitektoniskt och storleksmässigt saknade huset motsvarigheter i Sverige; för att finna något liknande får man söka i den samtida högreståndsbebyggelsen bredvid Warszawas slott i Warszawa och i Italien. När den franska ambassadören Coignet de la Thuillerie såg palatset 1644 så tyckte han att det liknade jaktslottet Madrid som Frans I hade i Boulognerskogen i närheten av Paris. Byggnaden fick i folkmun namnet "Makalös", men i familjens egna handlingar kallas byggnaden uteslutande "Stora huset". Bostadsdelen låg i bottenvåningen, över denna låg festsalen (piano nobile), sedan följde dans- och musikvåningen och på fjärde och femte planen låg förrådssalar och rustkammare. I källarvåningen förvarades och tillagades maten. Ekonomibyggnader, stall och trädgårdar är på kartor utsatta norr om byggnaden.
Jakob De la Gardie dog 1652 och hans änka, Ebba Brahe, flyttade till Louis De Geers palats på Götgatan, uppfört två år tidigare av Louis de Geer. Makalös, liksom de omfattande egendomarna i Sverige och Finland ärvdes av sonen Magnus Gabriel De la Gardie, vars byggverksamhet och intresse för konst och litteratur kostade honom enorma summor. År 1684 drabbades han av reduktionen och merparten av hans slott och gods drogs in utom Venngarn, där han dog 1686.

## Arsenal och teaterbyggnad

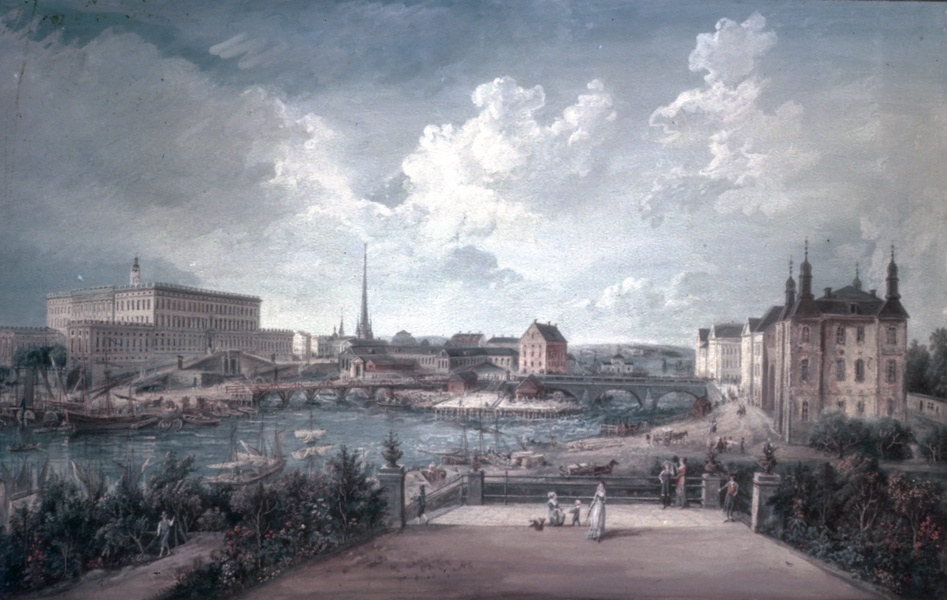
Makalös till höger på en målning av Elias Martin, 1790-tal.

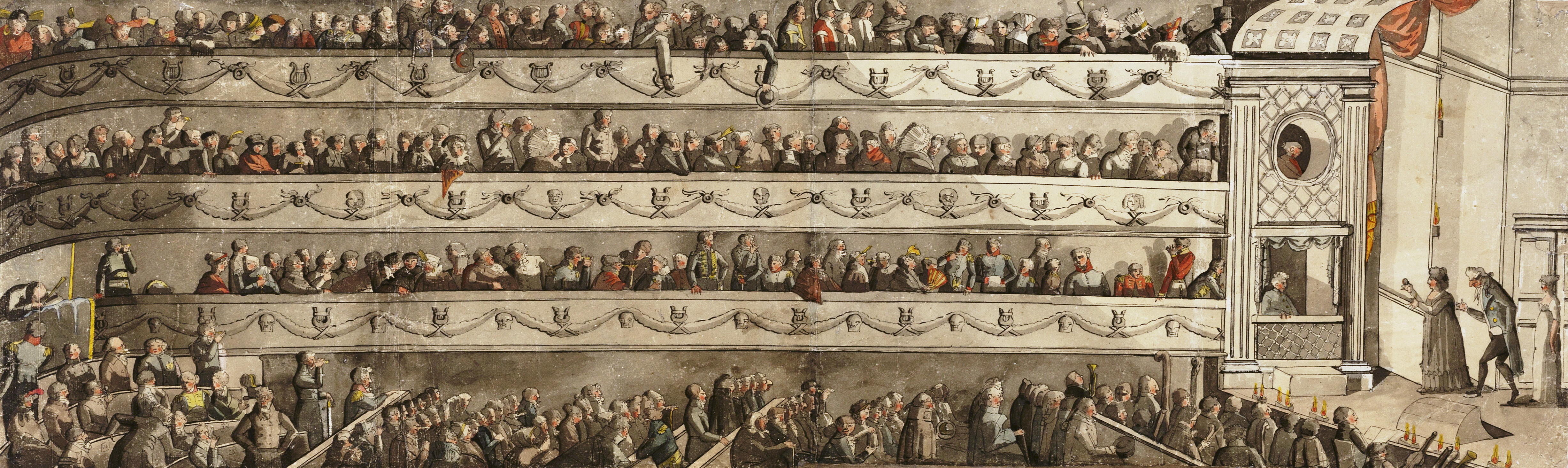
En afton på Gamla Dramatiskan (f.d. palatset Makalös), illustration av Hjalmar Mörner, 1815.

I Kronans ägo blev Makalös först sädesmagasin, sedan arsenal och livrustkammare under mer än etthundra år. Som arsenal var byggnaden förvaringsutrymme för artilleripjäser, artillerimateriel och vapen. Som livrustkammare var byggnaden det svenska kungahusets förråd av dräkter, rustningar och vapen. Delar av samlingarna flyttades på 1660-talet till Drottning Kristinas lusthus vid Kungsträdgården och på 1690-talet flyttades dessa föremål och resterande föremål från slottet till palatset Makalös, som därigenom fick namnet Arsenalen. Samlingarna kom därefter att flyttas runt mellan olika platser, bland andra Fredrikshovs slott och Arvfurstens palats. 
Gustav III bestämde att byggnaden skulle göras om till teater. Ombyggnaden till Dramatiska teatern ägde rum 1793 efter ritningar av Johan Schef (1740–1797), maskinist vid Gustavianska operahuset, som stod för teatermaskineriet, medan arkitekten var Carl Fredrik Sundvall (1754–1831). Salongen var i början ljusblå med vita ornament, men renoverades 1812 till rött och guld. Den hade tre logerader och en stor kunglig loge, övre och nedre amfiteater samt parkett. Scenens maskineri var för sin tid mycket avancerat. Hela Kungsträdgården hade genom ett Kungligt brev av Karl XIV Johan den 26 mars 1822 döpts om till Carl XIII:s torg. På teatern uppfördes många av tidens populära pjäser.
Under perioden 1793–1825, då teatern fanns i de la Gardieska palatset Makalös, kallades byggnaden bland annat Arsenalsteatern  eftersom huset Makalös innan ombyggnaden till teater 1793 hade varit arméns arsenal. Ombyggnaden 1793 kostade 24 000 riksdaler och betalades ur konung Gustav III:s handkassa. 

## Branden 1825 och efter branden
Under en föreställning av Kotzebues drama "Redlighetens seger öfver förtalet" den 24 november 1825 märktes röklukt på scenen under pågående föreställning. Från scenen underrättade skådespelaren Lars Hjortsberg publiken om elden och manade den att utrymma salen "i god ordning". Alla åskådare undkom oskadda, trots att teatern bara hade en smal utgång uppkom ingen panik. Branden skördade ändå tre dödsoffer bland tjänstefolket. För att följa traditionsbundenheten tjänstgjorde kungen, Karl XIV Johan, som högsta brandbefäl vid eldsvådor i Stockholm. Såväl den dramatiska branden som släckningsarbetena finns återgivna i samtida tryck och målningar.
Skadorna efter branden var omfattande, endast rykande och svartbrända murar stod kvar. Ruinen fick vara kvar en tid, minst tre år som Axel Fredrik Cederholms illustrationer från pågående uppröjningsarbeten år 1828 visar. Slutligen förvärvades ruinen av en byggmästare som bortskaffade resterna och avröjde marken.
Några stenskulpturer togs till vara; vissa murades in i privathus medan huvuddelen hamnade på museer, bland annat på Nordiska museet som på 1930-talet överförde dem till Stadsmuseet i Stockholm. En liten del av palatsets exteriör finns idag inmurad i en bro inne på Kulturen i Lund. För att påminna om Makalös ursprungliga plats lät man uppsätta skulpturavgjutningar i tunnelbanestationen vid Kungsträdgårdens södra del, delvis under den gamla Makalöstomten. Någon ny byggnad uppfördes aldrig mer på denna plats.

Branden och efter branden
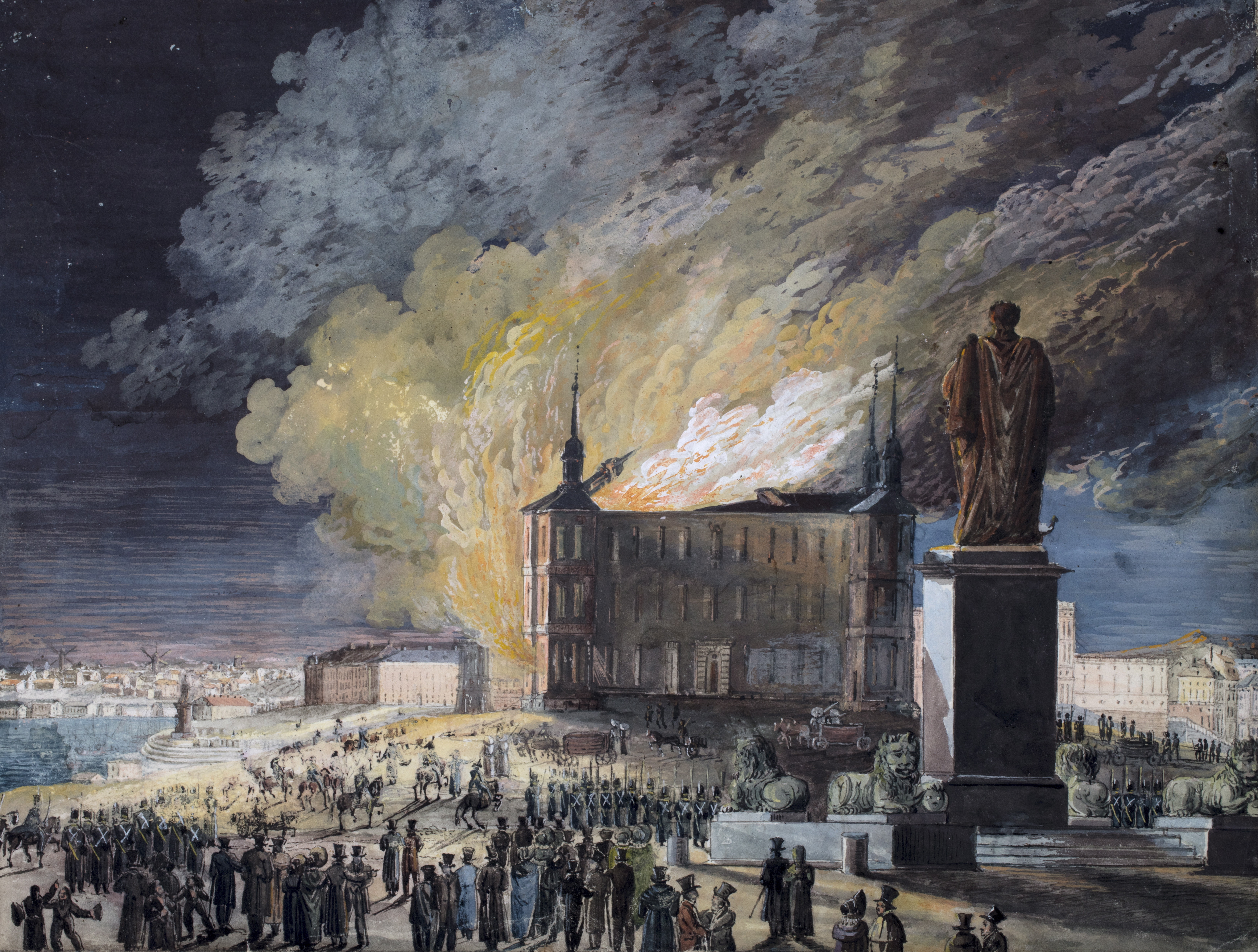
Branden, gouache av Axel Fredrik Cederholm, 1825.
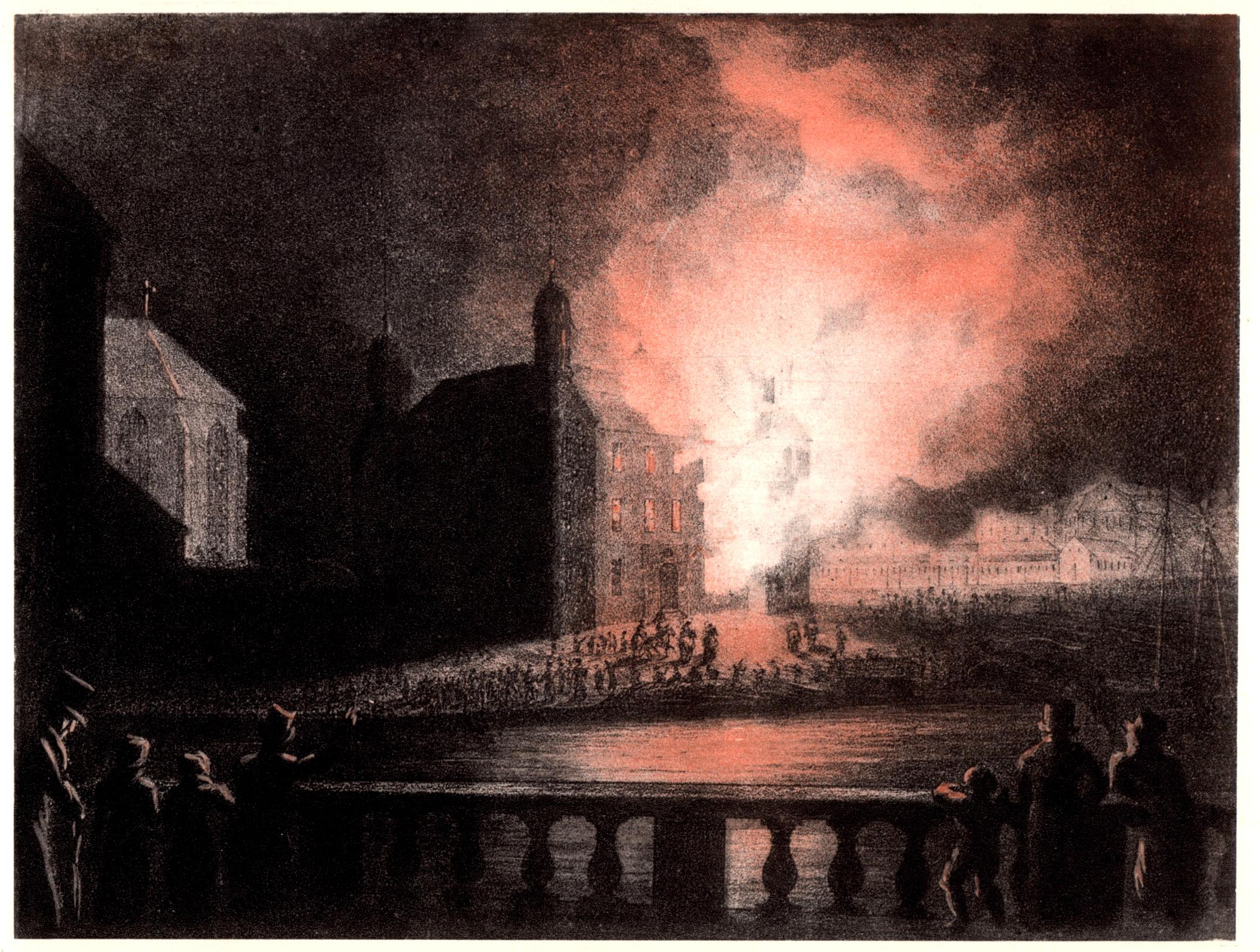
Branden, färglitografi av C. von Schéele efter teckning av Carl Samuel Graffman, 1825.
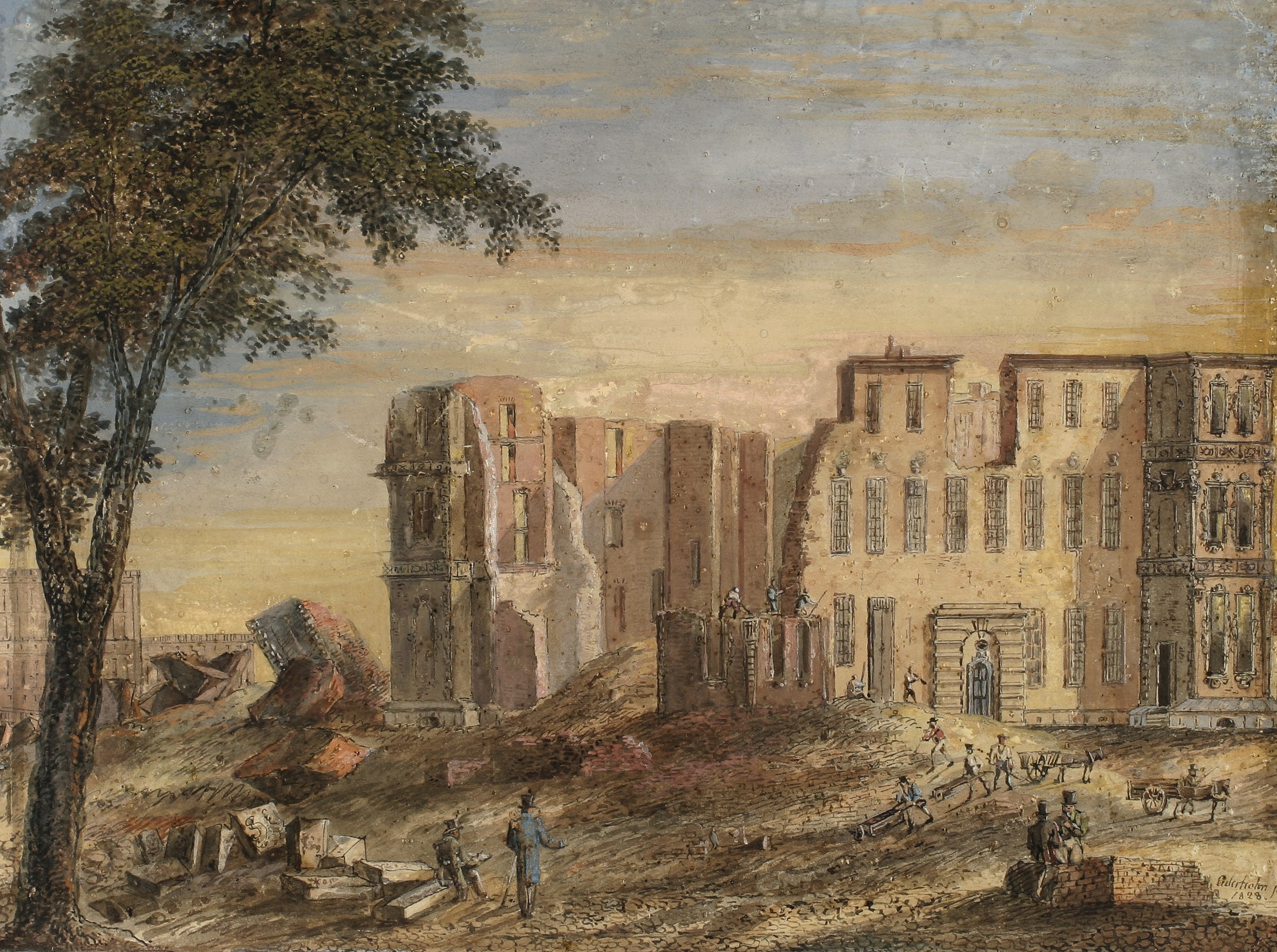
Efter branden, gouache av Axel Fredrik Cederholm, 1828.
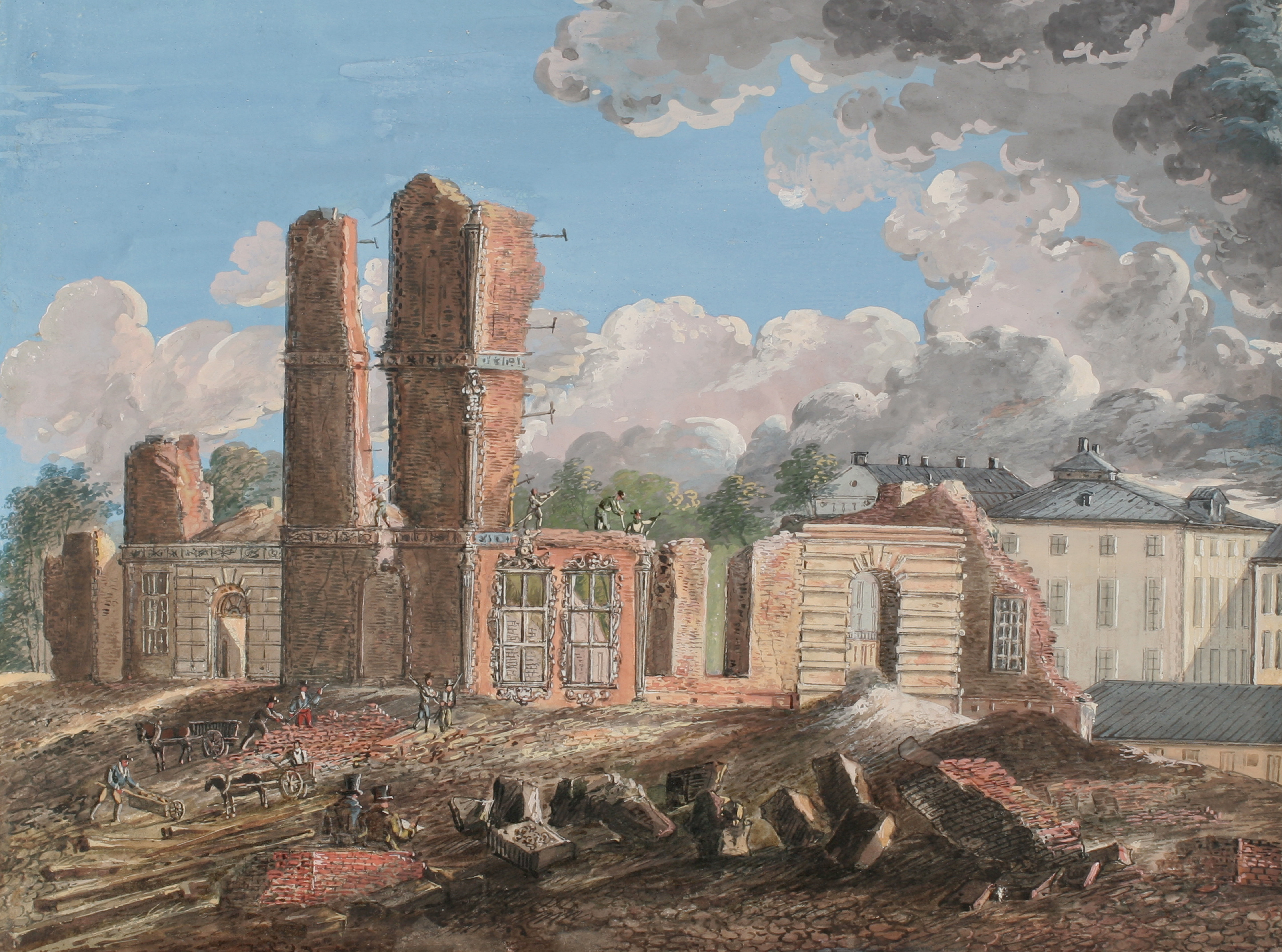
Efter branden, gouache av Axel Fredrik Cederholm, 1828.

Bevarade byggnadsdelar efter Makalös
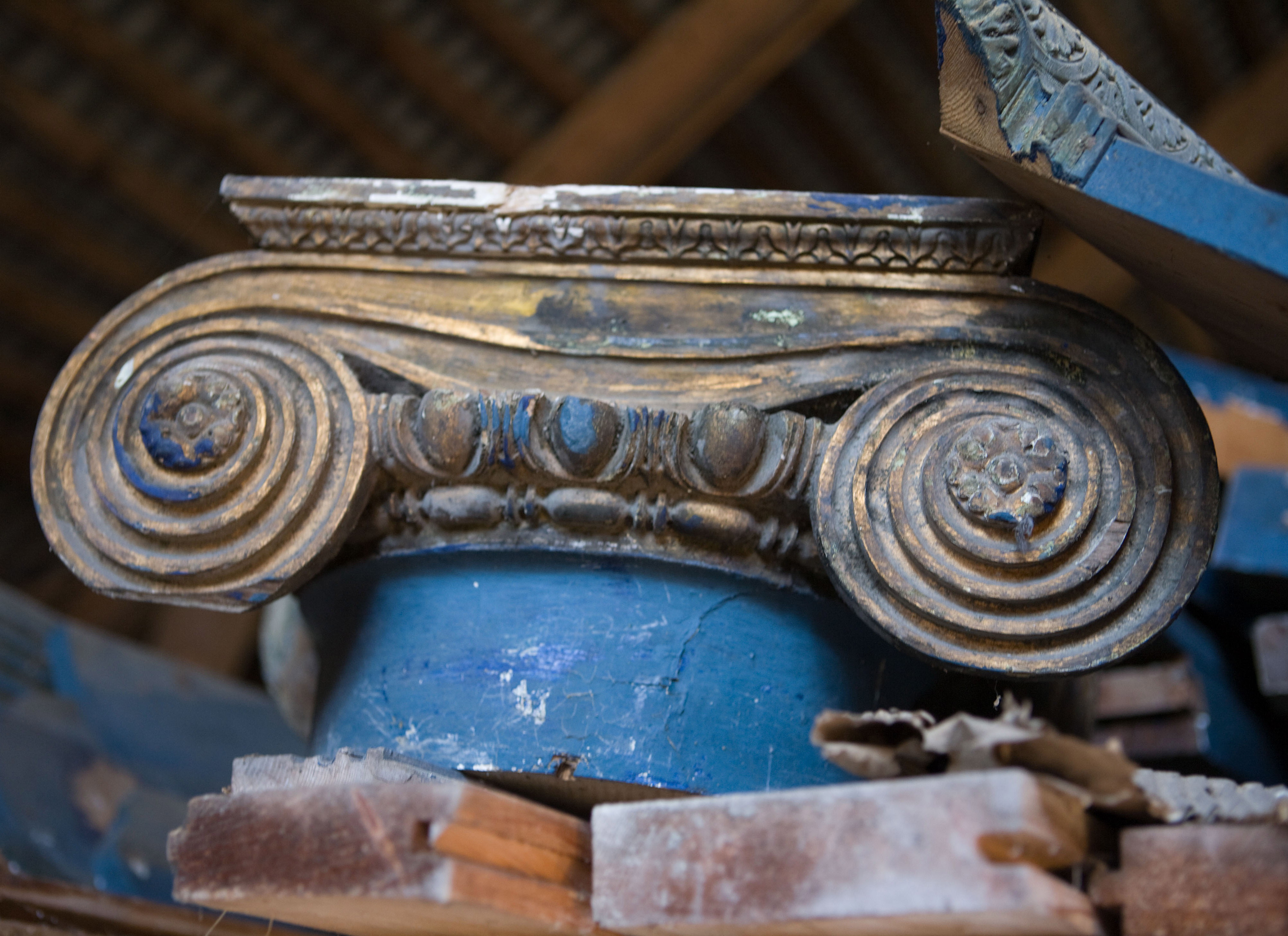
Kapitäl (Stadsmuseet i Stockholm).
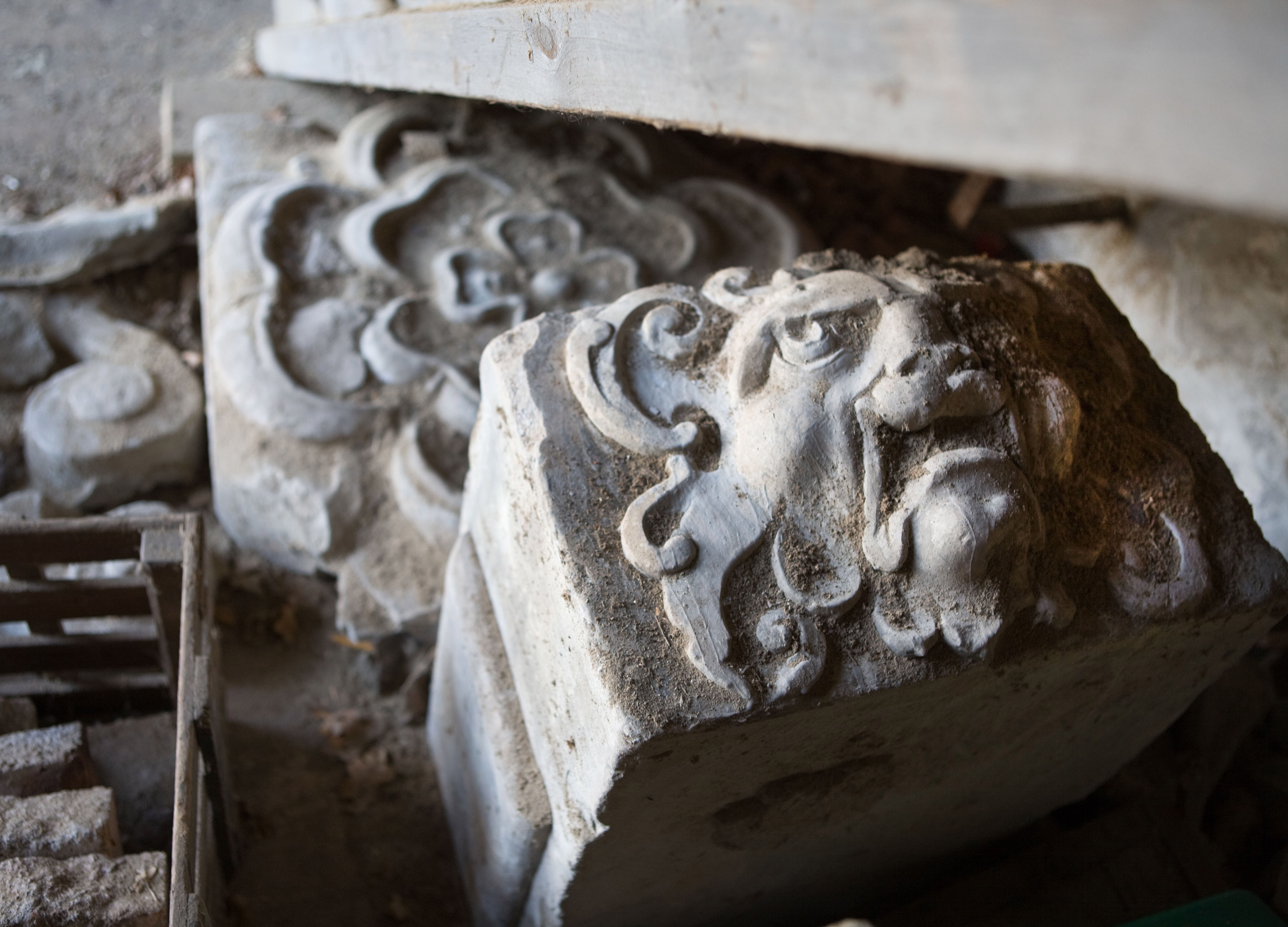
Maskaron (Stadsmuseet i Stockholm).
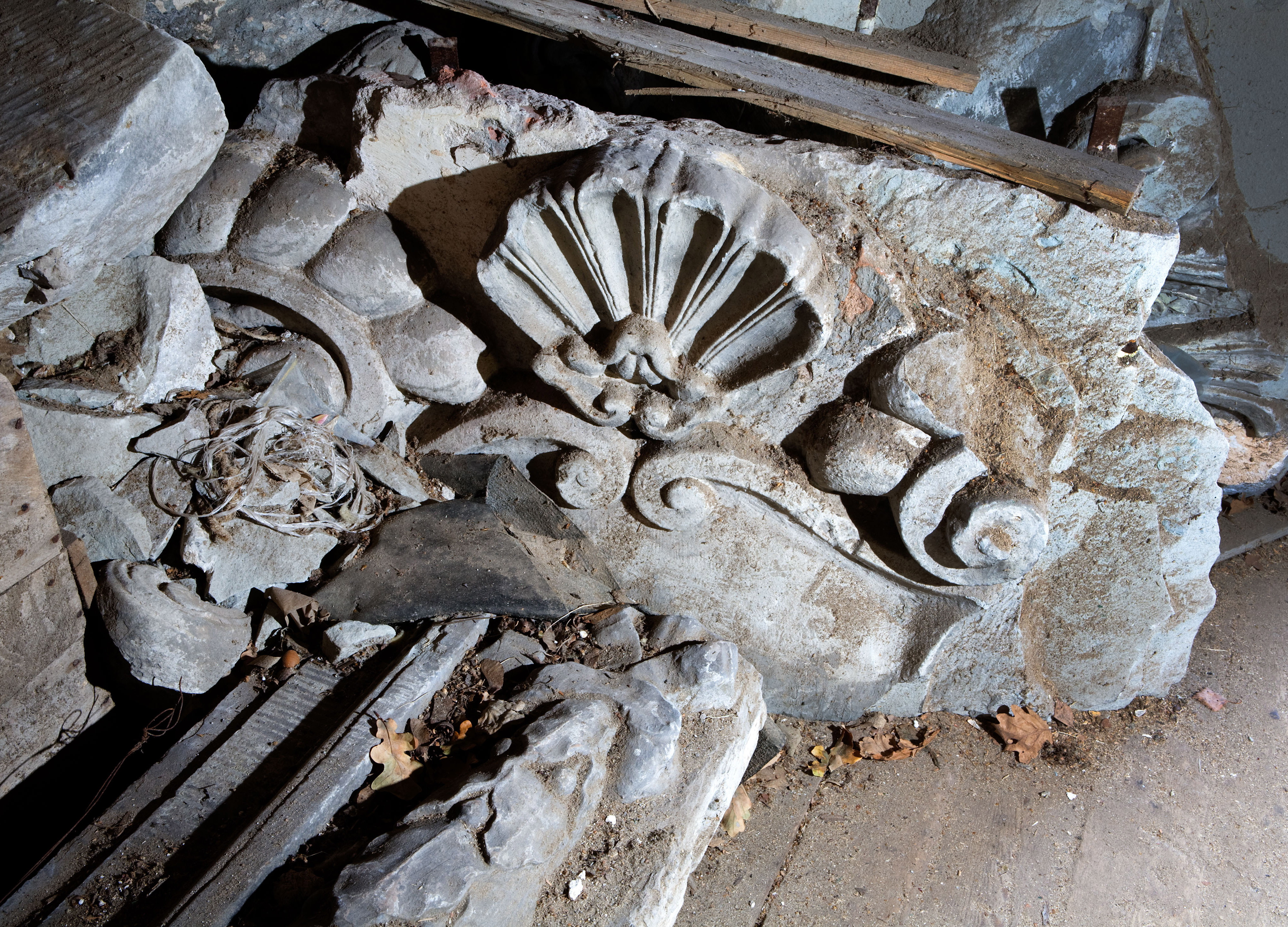
Växtornament  (Stadsmuseet i Stockholm).
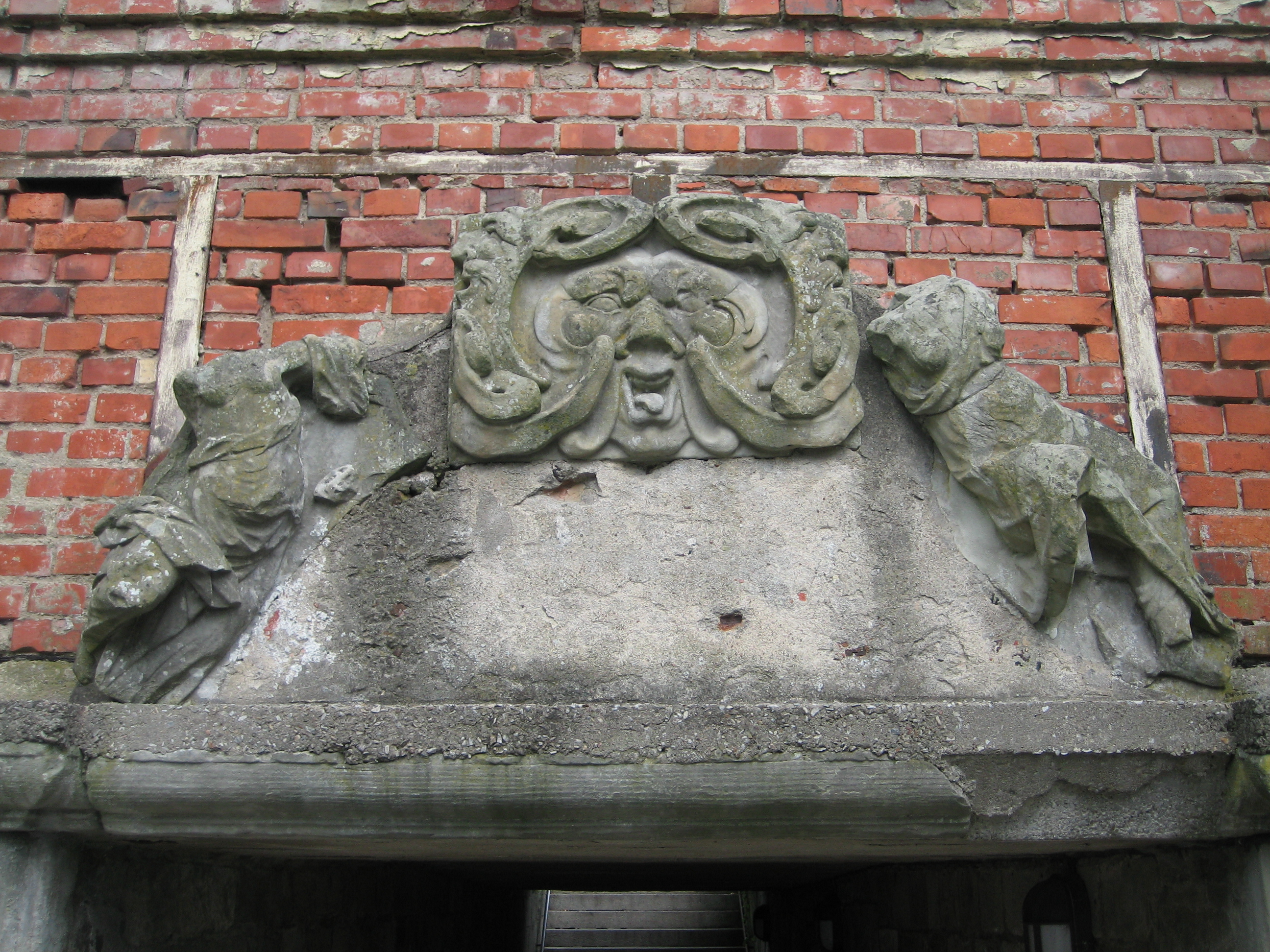
En del av Makalös inmurad i en bro (Kulturens gård i Lund).